# Reuteroscopus basicornis
Reuteroscopus basicornis är en insektsart som beskrevs av Knight 1965. Reuteroscopus basicornis ingår i släktet Reuteroscopus och familjen ängsskinnbaggar. Inga underarter finns listade i Catalogue of Life.